# Guitonia leimomi
Guitonia leimomi is een krabbensoort uit de familie van de Xanthidae. De wetenschappelijke naam van de soort is voor het eerst geldig gepubliceerd in 2010 door Lasley, Mendoza & Ng.